# Fabio Coltorti
Fabio Coltorti, né le 3 décembre 1980 à Kriens, est un footballeur suisse évoluant au poste de gardien de but.

## Carrière
Il met un terme à sa carrière au début de la saison 2018-2019.

### En club
- Formé au SC Kriens
- 1999-2001 : SC Kriens -  Suisse
- 2001-2003 : FC Schaffhouse -  Suisse
- 2003-2005 : FC Thoune -  Suisse
- 2005-2007 : Grasshopper Zürich -  Suisse
- 2007-2011 : Racing Santander -  Espagne
- 2011-2012 : FC Lausanne-Sport -  Suisse
- 2012-2018 : RB Leipzig -  Allemagne

### En équipe nationale
Il a été appelé pour la première fois avec l'équipe de Suisse en 1999, mais sans pour autant rentrer en jeu.
Coltorti participe à la coupe du monde 2006 avec l'équipe de Suisse où il occupe la place de deuxième gardien derrière Pascal Zuberbühler. Köbi Kuhn le retient pour l'Euro 2008, comme troisième gardien, mais il se blesse peu avant le début de la compétition et il est remplacé par Eldin Jakupović. Ottmar Hitzfeld, le retient comme réserviste pour la Coupe du monde 2010.
Il possède 8 sélections en équipe de Suisse de 2006 à 2007.